# Beryx
Beryx is een geslacht van straalvinnige vissen uit de familie van slijmkopvissen (Berycidae). Het geslacht is voor het eerst wetenschappelijk beschreven in 1829 door Cuvier.